# Johannes Bureus
Johannes Thomæ Agrivillensis Bureus (Åkerby, 25 marzo 1568 – Vårdsätra, 22 ottobre 1652) è stato un genealogista, antiquario ed esoterista svedese, conosciuto come il “padre della runologia”, fu uno studioso delle sequenze runiche che si interessò anche dei Rosacroce. Combinò i suoi interessi esoterici con lo studio delle rune in un suo sistema personale, chiamato "Adalruna". Fu bibliotecario reale e consigliere del re Gustavo II Adolfo di Svezia. Fu una delle figure principali del Goticismo. Il lavoro di Johannes Bureus fu fondamentale per la creazione di una grammatica svedese e fu pioniere della ricerca runologica..
Nel 1611 pubblicò il primo abecedario in Lingua svedese, lo Svenska ABC boken medh runor usando sia le rune sia l'Alfabeto latino.

## Biografia
Johannes Bureus, conosciuto anche come Johan Bure, nacque il 25 marzo 1568 in una canonica a Åkerby vicino a Uppsala. Il suo nome svedese era Johan Thomasson, ma prese il nome latinizzato di Thomæ Agrivillensis Bureus. Era figlio di un prete, Thomas Mathiae e Magdalena Andersdotter, a sua volta figlia del sacerdote Andreas Olaui. Aveva cinque fratelli più grandi e quattro sorelle: Christina, Bridget, Sara e Margaret morte tutte in giovane età. Il padre muore nel 1570 e sua madre si risposa lo stesso anno. Anche lei muore dieci anni dopo. Dopo la morte prematura dei genitori fu allevato dal patrigno.

Eredita dal padre la brama di conoscenza grazie anche alla grande biblioteca della canonica in cui viveva. All'età di quindici anni si sposta a Stoccolma per studiare. I suoi interessi futuri furono plasmati dai luoghi della sua infanzia, pieni di monumenti antichi e iscrizioni runiche. Ebbe un'educazione religiosa e si interessò principalmente alle lingue.  Grazie all'ottima istruzione ricevuta nelle scuole di Uppsala e di Gråmunkeholmen (Riddarholmen) imparò ebraico, greco, latino, arabo, tedesco, finlandese.
Si interessò anche di letteratura e fu pittore, incisore e tipografo, ma divenne famoso come antiquario del regno svedese e mentore di Gustavo II Adolfo e di sua figlia Cristina.

Il 22 agosto 1591 Bureus sposa la sua prima moglie Margareta, nata a Uppsala 14 aprile 1572. Il padre della moglie, Mårten Bang fu condannato a morte per stregoneria e si pensa che fu proprio lui a iniziarlo al suo interesse verso il misticismo. Nel suo diario annota che proprio in quell'anno lesse il libro “De magia veterum” (o Artabel), un libro di Magia cerimoniale e cominciò a studiare la Kabbalah e si interessò di occultismo leggendo testi di Cornelio Agrippa, Paracelso, Reuchlin.

Nel 1593 torna a Uppsala dove cominciò a lavorare come editor delle pubblicazioni religiose, lavorando anche alla Bibbia. Questo è l'anno che indica nei suoi diari come risveglio spirituale durante il quale imparò a leggere le rune grazie all'aiuto dei contadini della zona. 
Carlo IX di Svezia invia Bureus a indagare le iscrizioni runiche perché il loro studio avrebbe potuto portare importanti vantaggi politici sotto l'influsso del Goticismo. Egli riuscì a registrare 663 pietre runiche, un quarto di quelle che conosciamo oggi.
Nel 1602 viene nominato professore in arti liberali e due anni dopo diventa l'insegnante di Gustavo II Adolfo con il quale instaurerà un'amicizia preziosa. Si dice che il re gli vietò di andare all'estero perché la sua conoscenza delle rune era talmente preziosa che non potevano rischiare di perdere la storia antica se gli fosse successo qualcosa.

Nel 1605 completa la prima versione del manoscritto Adalruna poi rielaborato fino al 1642 e nel 1611 pubblica Runaräfst o Runa ABC boken ideato per imparare a scrivere lo svedese con le rune. 

Nel 1613 narra di aver avuto un'illuminazione spirituale e probabilmente questo coincide con l'incontro con il rosacrocianesimo. Negli anni successivi rielaborò le sue teorie esoteriche sulla runologia che fu chiamata Kabala Upsalica o gotica. Gli interessi di Bureus mescolano il goticismo con la ricerca linguistica uniti al suo interesse per l'esoterismo.

Maddalena e Johannes Bureus ebbero otto figli, cinque di loro morirono in tenera età.
Maddalena morì nel 1626 causandogli grande dolore. Nel 1636 si risposò con Ingeborg Gyntesdotter ma anche la figlia del nuovo matrimonio morì in tenera età. Negli ultimi anni della sua vita, Bureus soffrì di gotta a mani e piedi impedendogli di scrivere. Morì a Vårdsätra il 22 ottobre 1652 nella sua fattoria.

Johannes Bureus è sepolto a Uppsala.

## Curiosità
Il logo dell'Università di Uppsala fu creato da Johannes Bureus.

## Johannes Bureus nella cultura moderna
- L'album 'Der Mitternacht Löwe' della band Shadowseeds narra la sua vita e i suoi insegnamenti.
- L'album Gothic Kabbalah della metal band svedese Therion è stato ispirato dalla sua figura.
- Il nome della black metal band inglese Adalruna e il nome della loro prima demo 'Rediviva' è ispirato dal suo sistema personale runico.